# Progettazione secondo linee di livello
La progettazione secondo linee di livello è una tecnica di coltivazione agricola tradizionale nota da tempi remoti, oggi rivisitata e conosciuta come progettazione Keyline. Attraverso la sistemazione idraulico agraria del terreno, secondo naturali curve di livello si punta a mitigare l'azione degli agenti atmosferici e a migliorare la fertilità del suolo. Nello specifico l'azione primaria consiste nella riduzione dello scorrimento superficiale delle acque, diretta conseguenza di ciò sono la riduzione dell'erosione del suolo e della lisciviazione dei nutrienti superficiali. 
Altra sistemazione idraulico agraria che sfrutta gli stessi principi è per esempio il girapoggio.